# Льнозавод (Бабушкінський район)
Льнозаво́д (рос. Льнозавод) — селище у складі Бабушкінського району Вологодської області, Росія. Входить до складу Міньковського сільського поселення.
Стара назва — Льнозавода.

## Населення
Населення — 67 осіб (2010; 88 у 2002).
Національний склад (станом на 2002 рік):
- росіяни — 97 %